# Pseudopaguristes mclaughlinae
Pseudopaguristes mclaughlinae is een tienpotigensoort uit de familie van de Diogenidae. De wetenschappelijke naam van de soort is voor het eerst geldig gepubliceerd in 2008 door Rahayu.